# Samya Miftah
Samya Miftah (en arabe : سامية مفتاح), née le 25 octobre 2001 à Sidi Bennour au Maroc, est une joueuse de football marocaine évoluant au poste d'ailière droite au Sporting Club Casablanca.

## Carrière en club
Samya découvre le football dans les rues du quartier El Oulfa de Casablanca à l'âge de 7 ans.
En 2015, Samya Miftah part avec ses parents au Portugal, elle rejoint l'Amavita Foot des moins de 17 ans pour une saison et participe au Championnat Régional de Lisbonne (Lisboa). Après deux ans, elle retourne au Maroc en signant à l'Association Sportive Lissasfa avec lequel elle remporte le titre de meilleure buteuse du championnat régional de la Ligue du Grand Casablanca de la saison 2018-2019.
Grâce à ce succès, elle change de destination vers la première division en rejoignant Nassim Sidi Moumen en 2019 pour trois saisons, le club est acquis par le Wydad Athletic Club après leur fusion à l’été 2022,.
En 2023, Samya signe au Sporting Club Casablanca, l'équipe vice-championne du Maroc de la saison 2022-23 qui se qualifie pour le tournoi de l'UNAF, elle participe à l'ensemble des rencontres et elle décroche avec le club son billet pour la phase finale de la Ligue des champions féminine de la CAF qui a lieu en Côte d'Ivoire du 5 au 19 novembre 2023,,,. Elle est convoquée parmi les 21 joueuses pour le tournoi final qui voit le Sporting atteindre la finale pour sa première participation à la compétition,.

## Carrière internationale

### Maroc -20 ans
Au mois de janvier 2019, Samya Miftah est sélectionnée par Lamia Boumehdi pour prendre son premier stage avec l'équipe nationale des moins de 20 ans.
Elle participe avec la sélection pour plusieurs stages locaux.

### Équipe du Maroc B
Après la sélection des -20 ans, Samya Miftah est appelée en sélection des -23 ans à partir de mai 2023 pour plusieurs matchs amicaux et des stages locaux,.
Durant le mois d'avril 2025, elle est convoquée pour disputer un match amical contre l'équipe de Tunisie au Complexe Mohammed VI.

## Palmarès
Sporting Club Casablanca
- Championnat du Maroc :
  - Vice-champion : 2024
- Tournoi de l'UNAF des clubs champions:
  -  Vainqueur : 2023
- Ligue des champions :
  -  Finaliste: 2023